# Delaware 87ers 2017-2018
La stagione 2017-18 dei Delaware 87ers fu la 9ª nella NBA D-League per la franchigia.
I Delaware 87ers arrivarono terzi nella Southeast Division con un record di 16-34, non qualificandosi per i play-off.

## Roster
| N° | Naz.                   | Ruolo | Sportivo             | Anno | Alt. | Peso |
| -- | ---------------------- | ----- | -------------------- | ---- | ---- | ---- |
| 0  | Georgia (bandiera)     | G     | Jacob Pullen         | 1989 | 185  | 91   |
| 00 | Stati Uniti (bandiera) | G     | Stefhon Hannah       | 1985 | 185  | 79   |
| 1  | Stati Uniti (bandiera) | G     | James Blackmon       | 1995 | 193  | 91   |
| 1  | Stati Uniti (bandiera) | G     | Shannon Brown        | 1985 | 193  | 95   |
| 2  | Stati Uniti (bandiera) | A     | Mike Young           | 1994 | 206  | 107  |
| 3  | Stati Uniti (bandiera) | A     | Cameron Oliver       | 1996 | 203  | 102  |
| 3  | Stati Uniti (bandiera) | A     | James Webb           | 1993 | 203  | 92   |
| 4  | Stati Uniti (bandiera) | G     | Julian Jacobs        | 1994 | 193  | 82   |
| 5  | Stati Uniti (bandiera) | G     | Darin Johnson        | 1995 | 196  | 87   |
| 6  | Stati Uniti (bandiera) | A     | Devin Robinson       | 1995 | 203  | 91   |
| 7  | Stati Uniti (bandiera) | G     | Askia Booker         | 1993 | 185  | 77   |
| 7  | Stati Uniti (bandiera) | A     | Shane Edwards        | 1987 | 201  | 100  |
| 8  | Stati Uniti (bandiera) | G     | James Young          | 1995 | 201  | 108  |
| 10 | Stati Uniti (bandiera) | G     | Ty Abbott            | 1988 | 191  | 95   |
| 11 | Porto Rico (bandiera)  | A     | Carlos López-Sosa    | 1990 | 208  | 104  |
| 12 | Stati Uniti (bandiera) | G     | Andrew Andrews       | 1993 | 188  | 91   |
| 12 | Stati Uniti (bandiera) | G     | Demetrius Jackson    | 1994 | 185  | 91   |
| 14 | Stati Uniti (bandiera) | A     | James Michael McAdoo | 1993 | 206  | 104  |
| 21 | Stati Uniti (bandiera) | AC    | Shawn Long           | 1993 | 206  | 112  |
| 30 | Turchia (bandiera)     | GA    | Furkan Korkmaz       | 1997 | 201  | 86   |
| 32 | Stati Uniti (bandiera) | A     | Marc Loving          | 1994 | 203  | 100  |
| 35 | Stati Uniti (bandiera) | A     | Christian Wood       | 1995 | 208  | 98   |
| 50 | Stati Uniti (bandiera) | C     | Emeka Okafor         | 1982 | 208  | 116  |
|    | Stati Uniti (bandiera) | G     | Jared Brownridge     | 1994 | 190  | 91   |
|    | Stati Uniti (bandiera) | G     | Donte McGill         | 1995 | 191  | 84   |
|    | Stati Uniti (bandiera) | G     | Kyle Randall         | 1991 | 178  | 77   |

## Staff tecnico
- Allenatore: Eugene Burroughs
- Vice-allenatori: David Gale, Dan Tacheny, Mfon Udofia